# Sint-Monulphus en Gondulphuskerk (Berg)
De Sint-Monulphus en Gondulphuskerk is een kerkgebouw in Berg, in de Nederlands Zuid-Limburgse gemeente Valkenburg aan de Geul. Het gebouw staat op het hoogste punt van het dorp en gelegen aan de doorgaande weg N590 van Maastricht naar Valkenburg die langs de zuidzijde van het dorp loopt. De kerk is vanaf een groot deel van het Plateau van Margraten te zien en vanuit het Geuldal steekt de torenspits regelmatig boven de bomen uit. Het kerkgebouw is gewijd aan Sint-Monulfus en Sint-Gondulfus. De kerk, pastorie, kapelanie en het baarhuisje zijn ieder een rijksmonument.

## Geschiedenis
In 1139 wordt de oude kerk van Berg voor het eerst vermeld ("Berga cum ecclesia") als het bezit van het kapittel van Sint-Servaas te Maastricht. Het kapittel had in Berg tevens het collatierecht (benoemingsrecht van de pastoor). Ook het patronaat van Monulfus en Gondulfus, twee Maastrichtse bisschoppen, is terug te voeren op de invloed van het kapittel. In 1613, 1699 en 1712 werd de kerk genoemd als media ecclesia; in 1658 als ecclesia integra. Tot de parochie behoorden, behalve het dorp Berg, Geulhem, Terblijt, Vilt en de Plenkert.

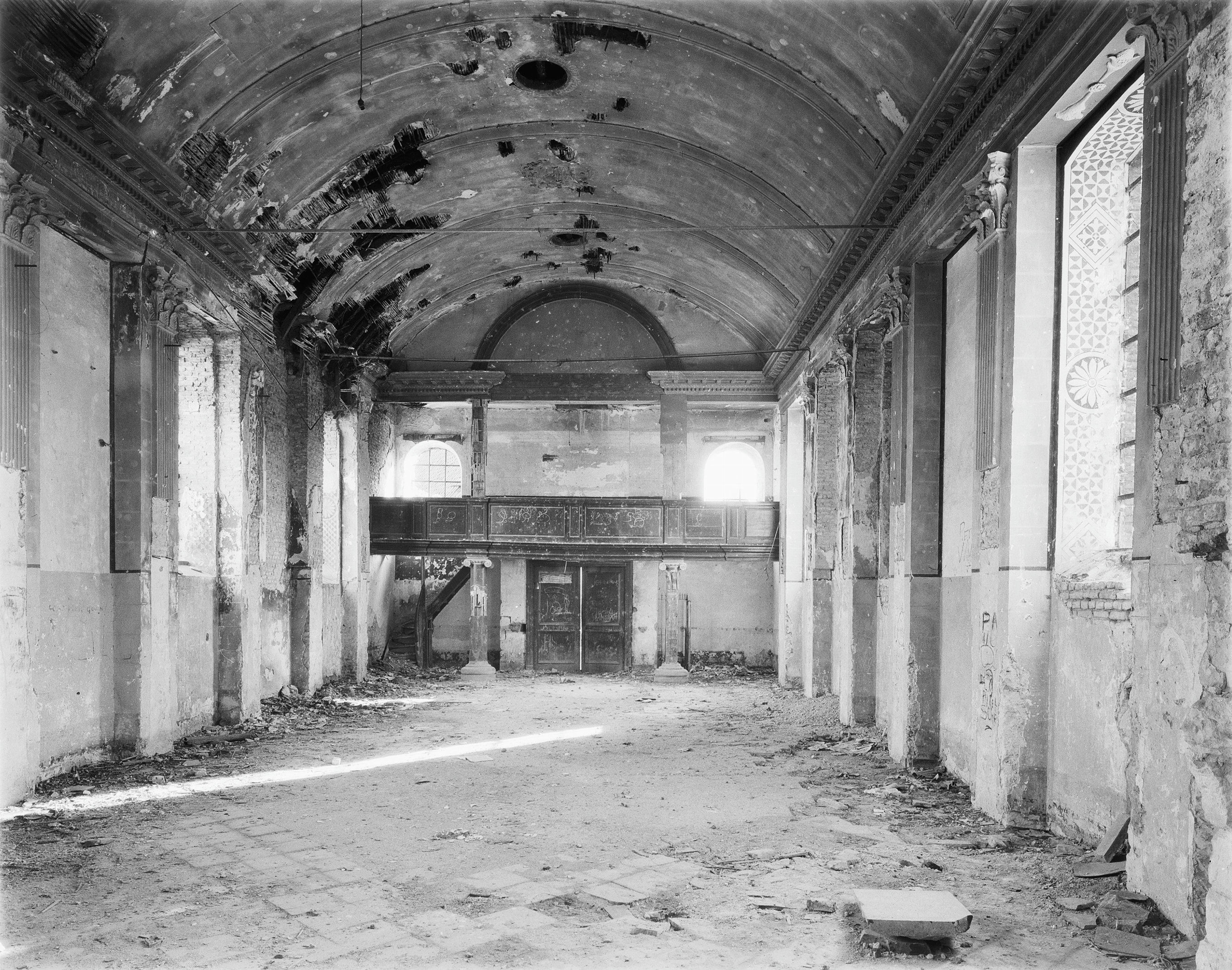
De oude kerk in 1955

In 1769 werd de middeleeuwse kerk op de toren na afgebroken en in 1770 werd een nieuwe zaalkerk tegen de oude mergelstenen toren gebouwen. In 1826 werd het koor gebouwd naar ontwerp van Mathias Soiron. Tevens werd er een sacristie gebouwd. In 1848 werd het schip met een westelijke travee uitgebreid, waarvoor de middeleeuwse toren moest wijken. Het koor werd verhoogd en voorzien van een nieuwe apsis, de sacristie werd in oostwaartse richting uitgebreid en er verrees een nieuwe toren.
Een bekende Bergse priester uit de 19e eeuw was Jozef Habets (1829-1893), pastoor van de Sint-Monulphus en Gondulphuskerk van 1862 tot 1878, die zijn grootste bekendheid te danken heeft aan de vele archeologische opgravingen, met name van Romeinse villa's.
De oude kerk was gesitueerd aan de Oude Kerkstraat in het oude dorpscentrum en werd in 1955 gesloopt. Het bouwwerk bestond toen uit een eenbeukig schip, een grotendeels ingebouwde kerktoren met achtkantige spits en een slanker koor.
In 1933 werd er elders in het dorp een nieuw kerkgebouw opgetrokken naar een ontwerp van Frits Peutz en Willem Sprenger, de huidige Monulphus en Gondulphuskerk.

## Beschrijving kerk

### Exterieur
Het gebouw heeft een kruisvormig plattegrond en bestaat uit een zware vlakopgaande westtoren met ingesnoerde spits, een driebeukig schip, een transept en een polygonaal koor. Het wordt overwelfd met kruisribgewelven die rusten op decoratieve consoles. Het dak van de kerk is gedekt met zadeldaken met leien in maasdekking en de torenspits is evenzo met leien in maasdekking gedekt. Boven het transept bevindt zich een spits kruisingtorentje. De muren en gewelven van het gebouw zijn opgetrokken in mergelsteen, de buitenplint is van Kunradersteen en de binnenplint en kolommen zijn van Brouvilliers kalksteen.
Aan de zuidoostzijde van de kerk ligt de sacristie en de pastorie. Aan de overzijde van het Monulphusplein staat een baarhuisje en de kapelanie. Ten noorden van de kerk en ten westen van de toren aan de overzijde van de weg ligt een begraafplaats.

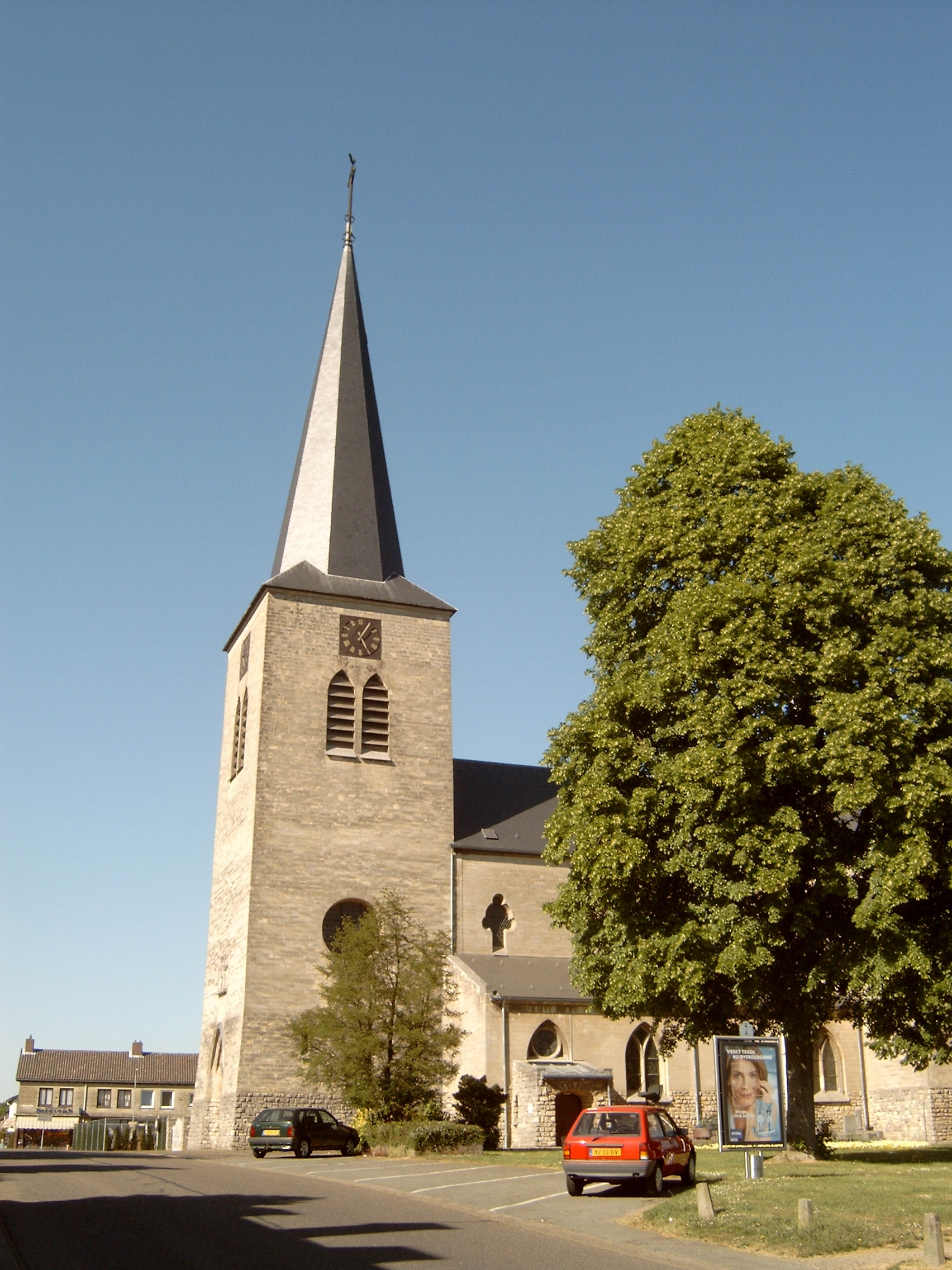
De kerktoren
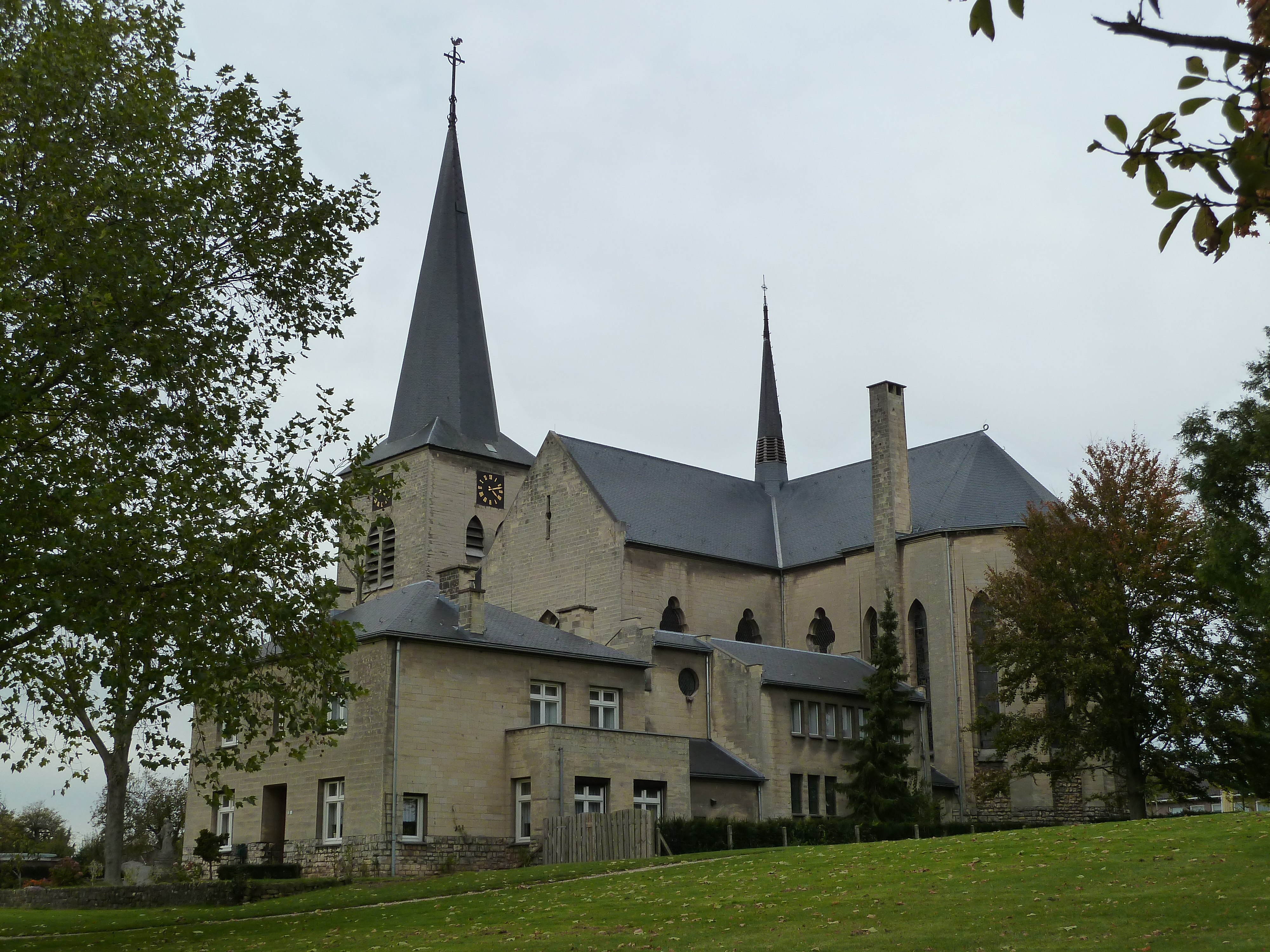
Kerk vanuit het oosten
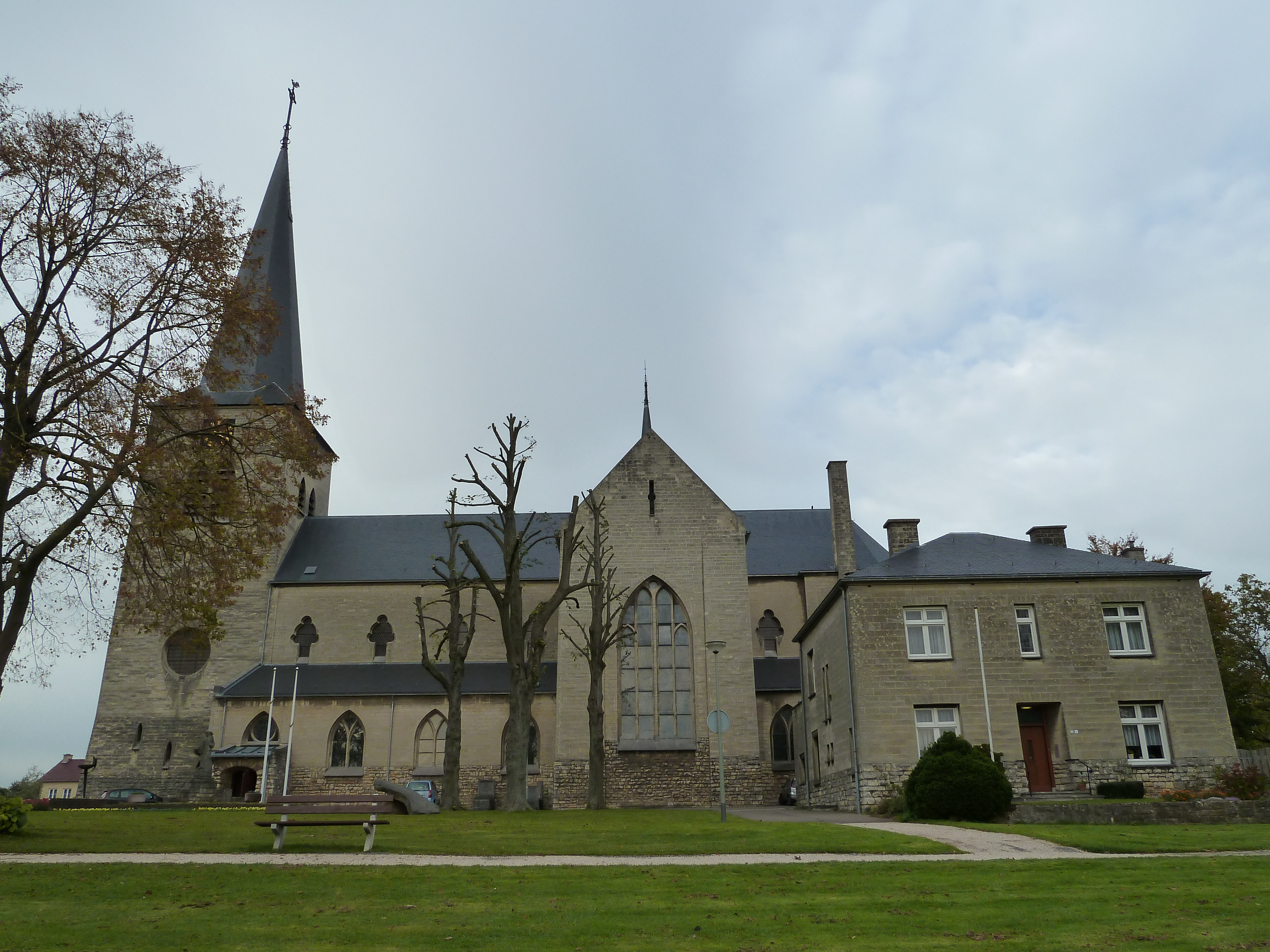
Kerk en pastorie
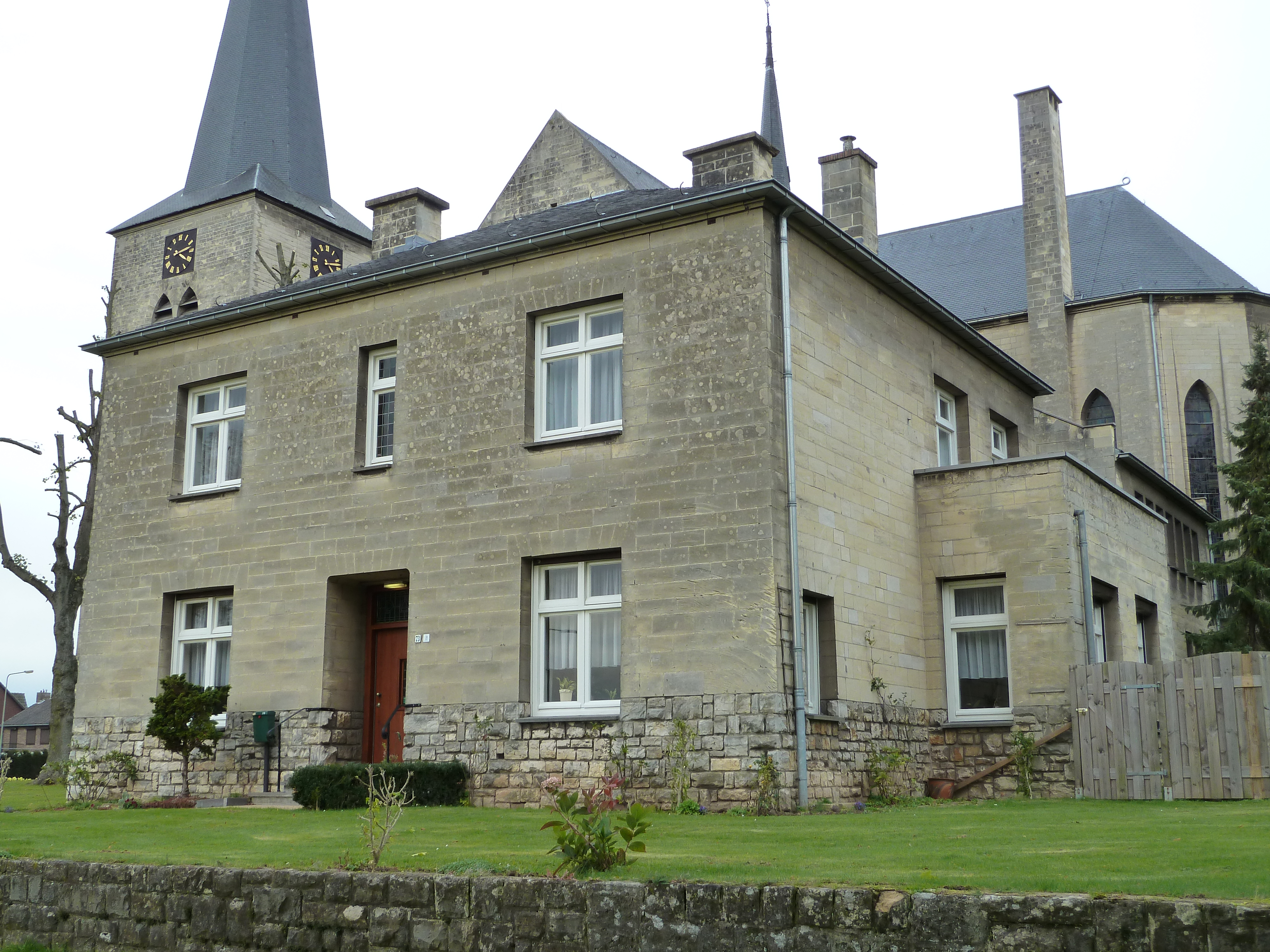
De pastorie

### Interieur

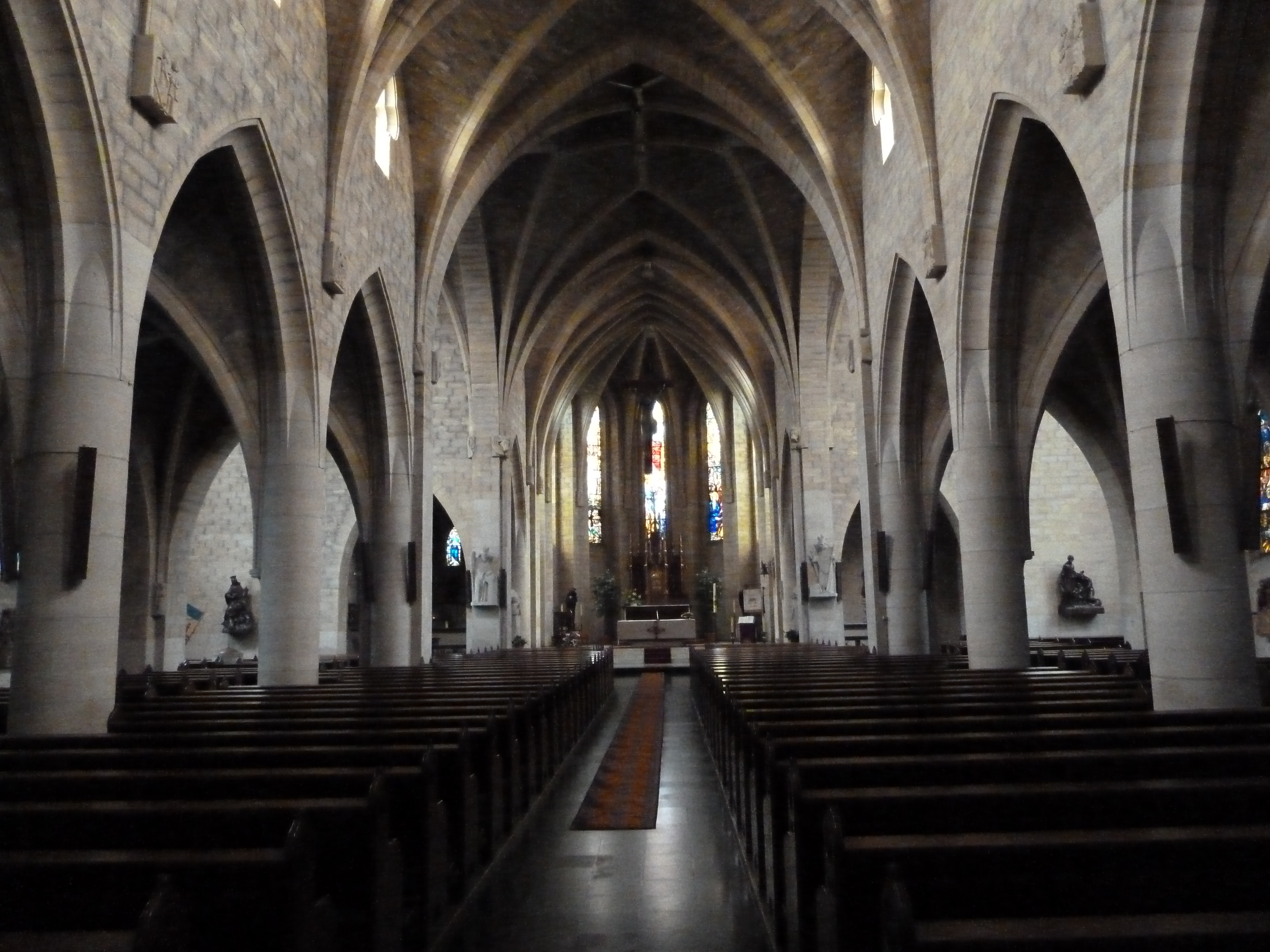
Interieur naar het oosten
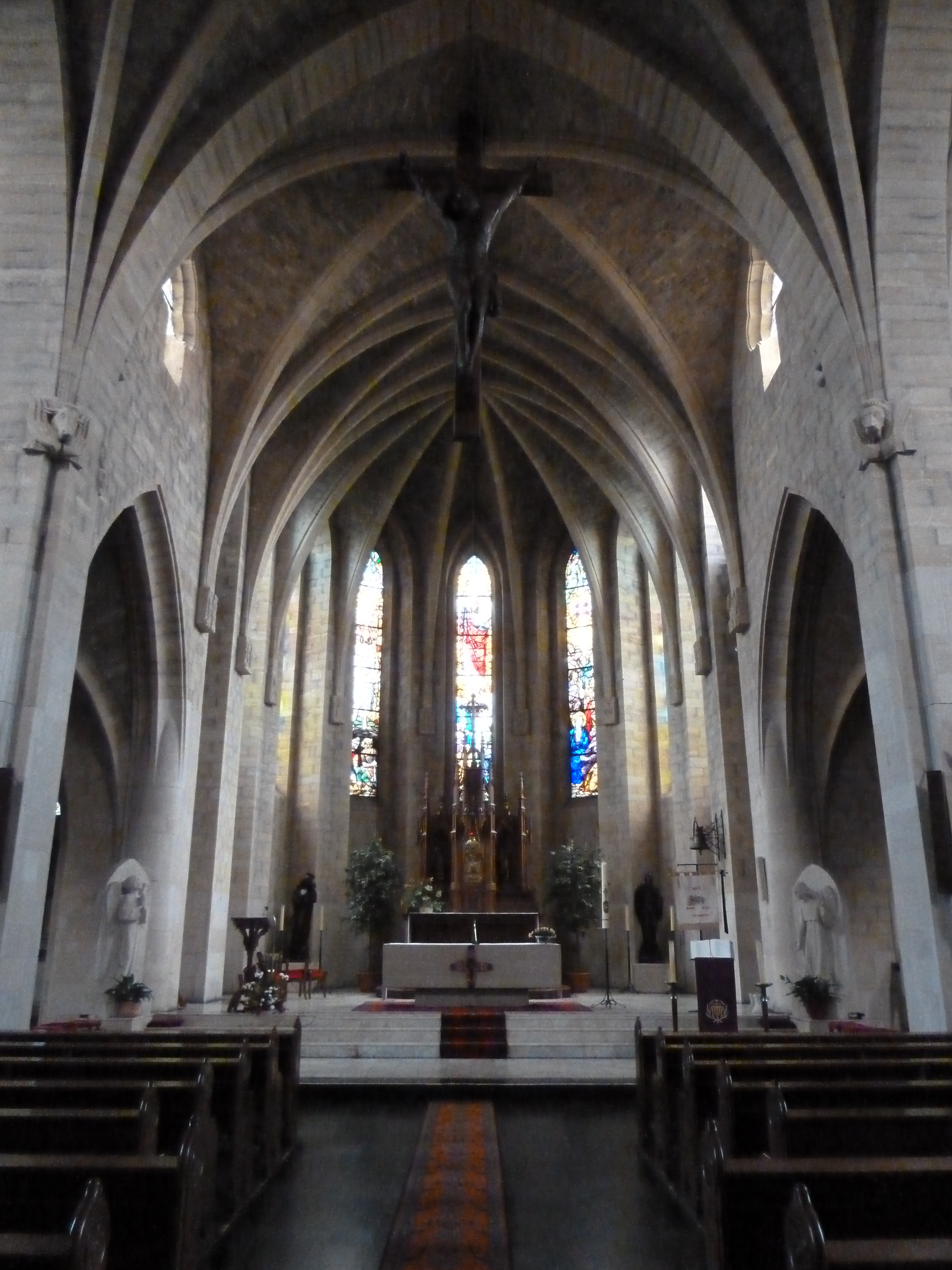
Priesterkoor
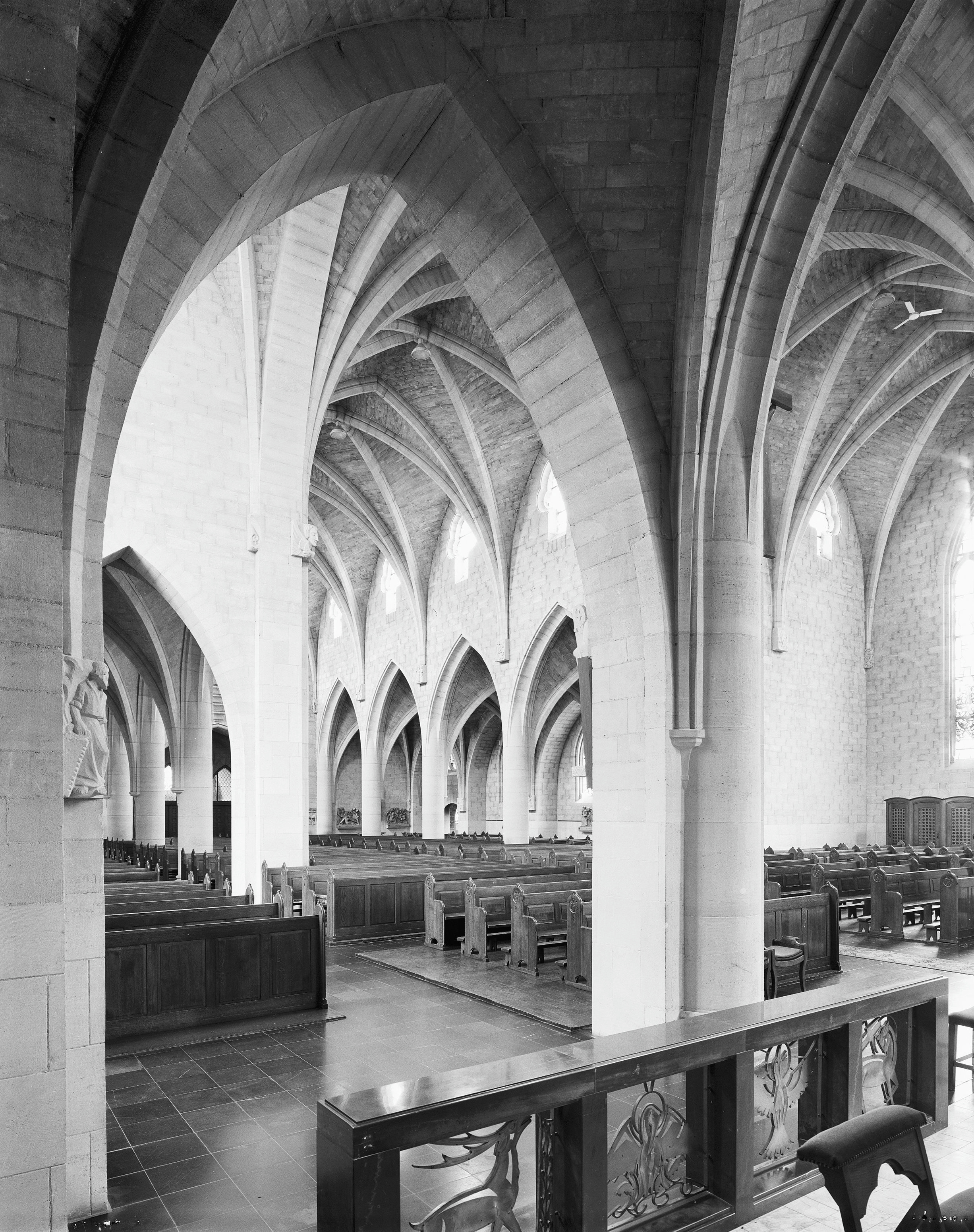
Noordwest blik
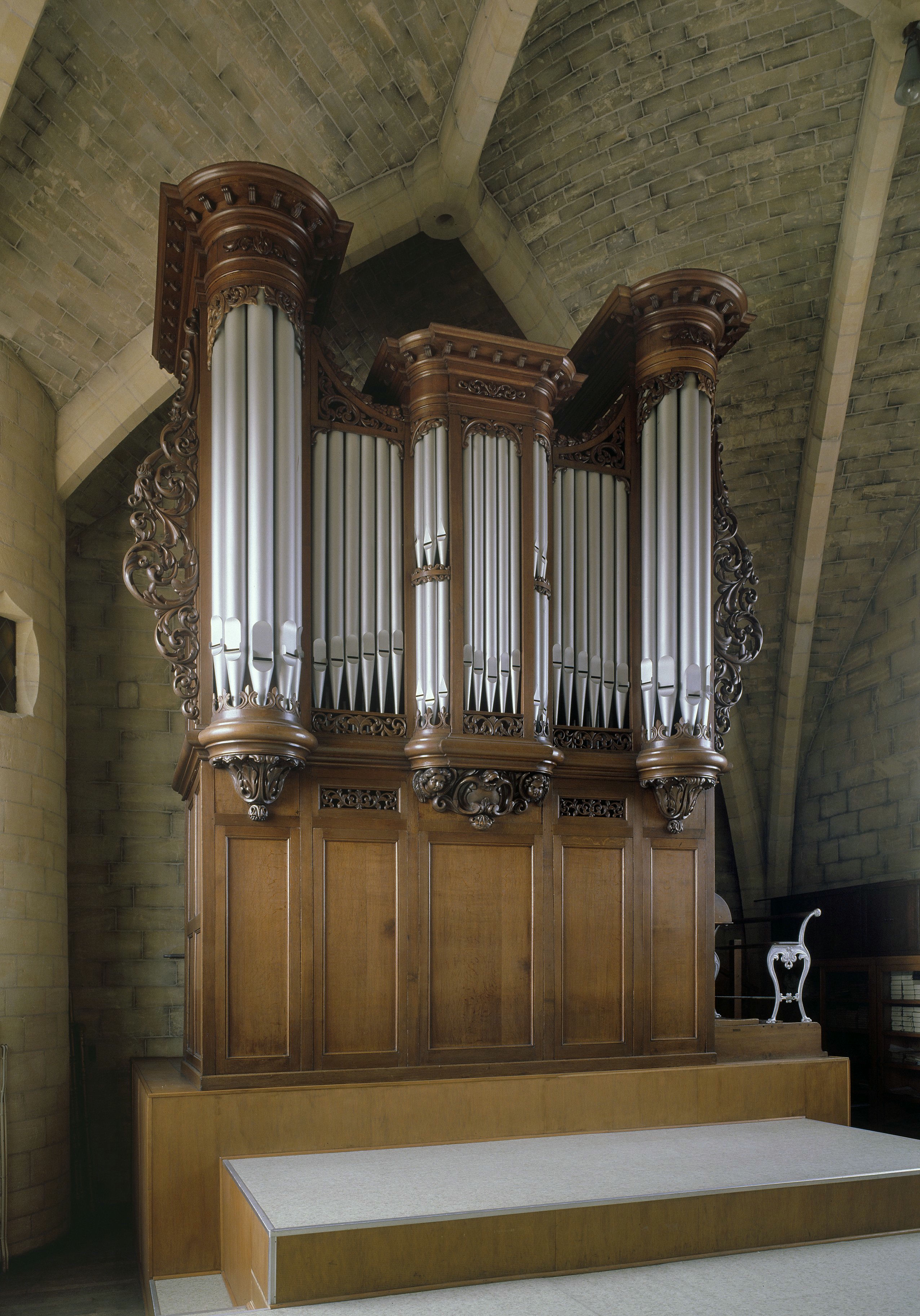
Orgel

### Kunstschatten

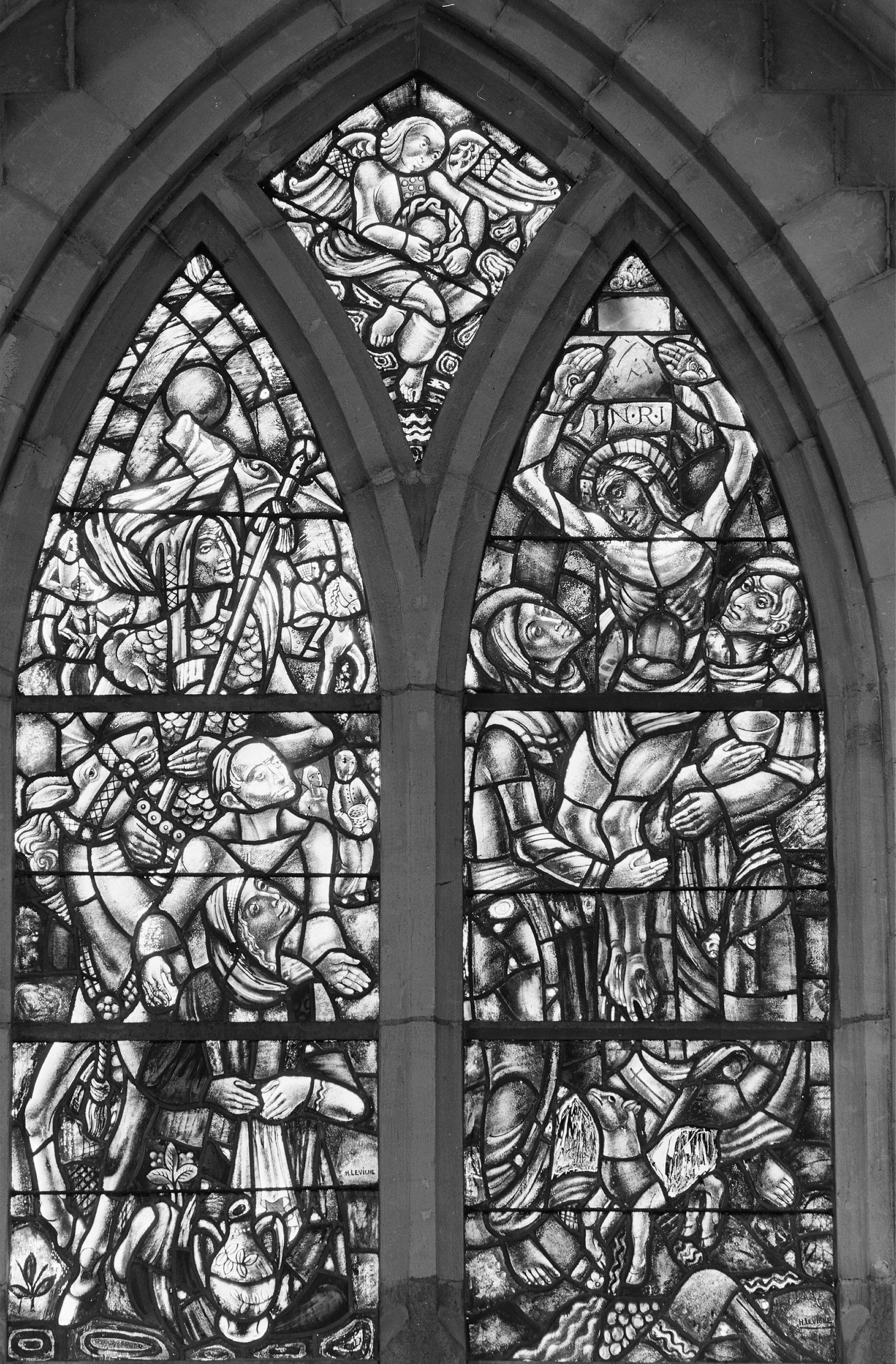
Glas-in-loodraam
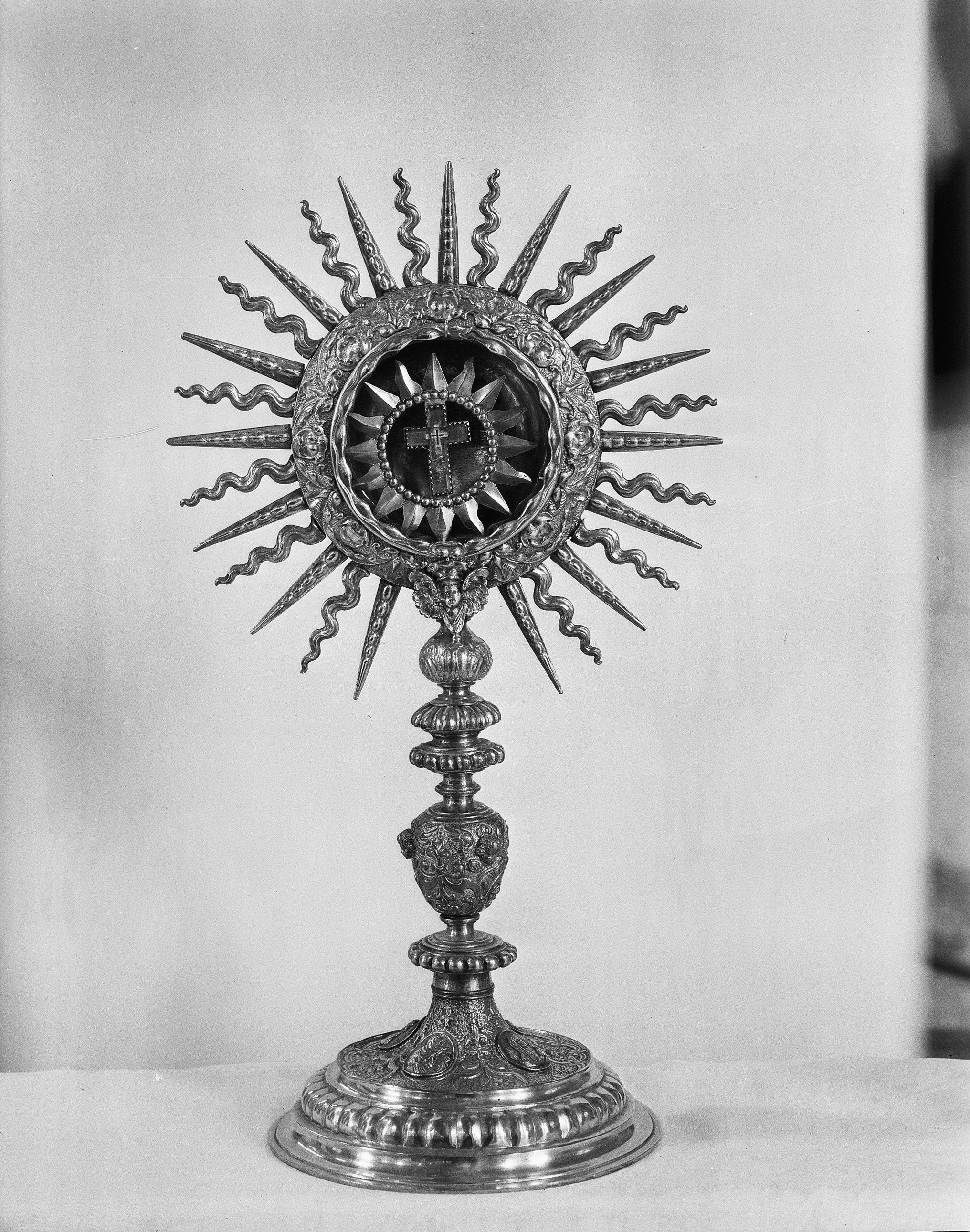
Reliekhouder
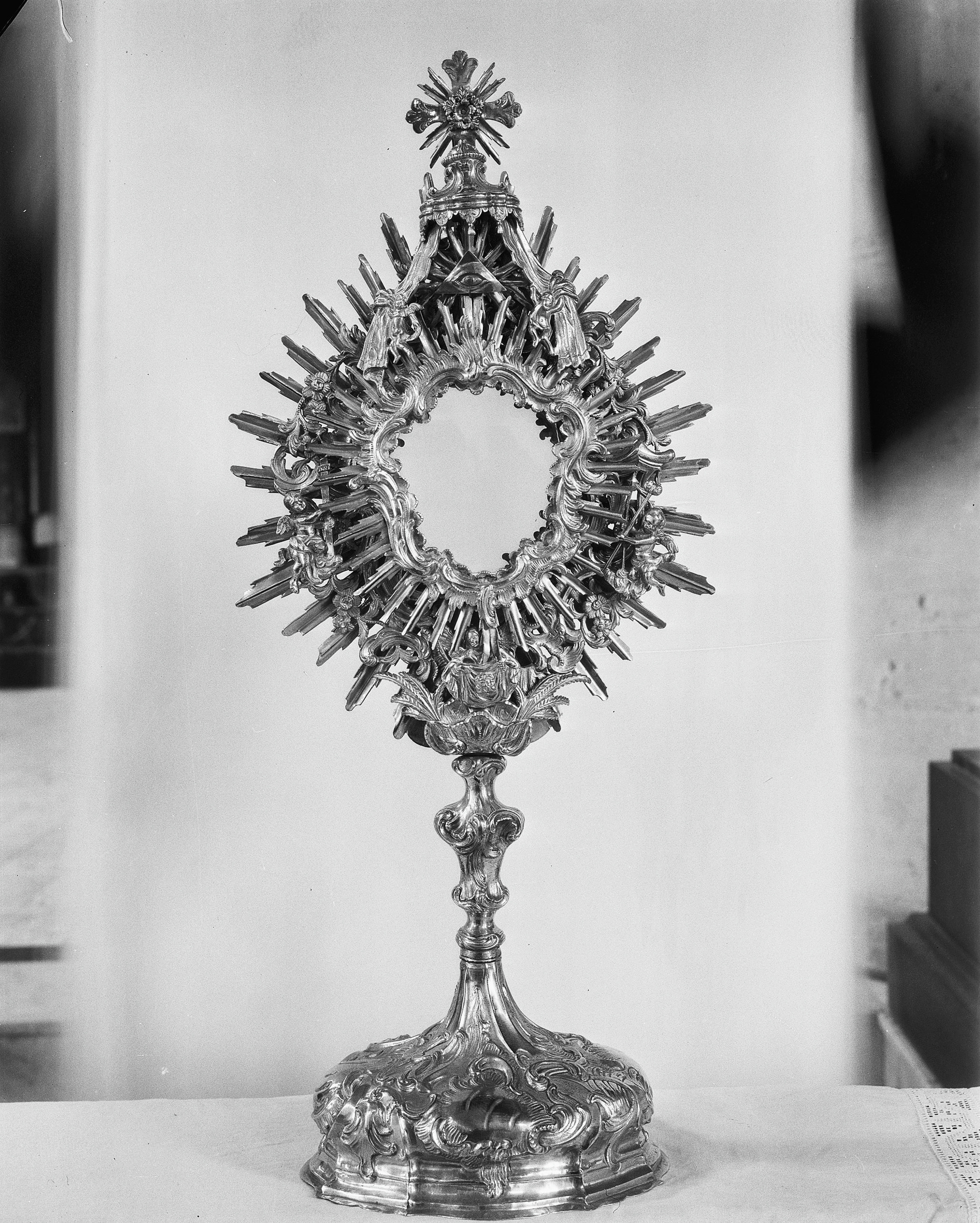
Monstrans
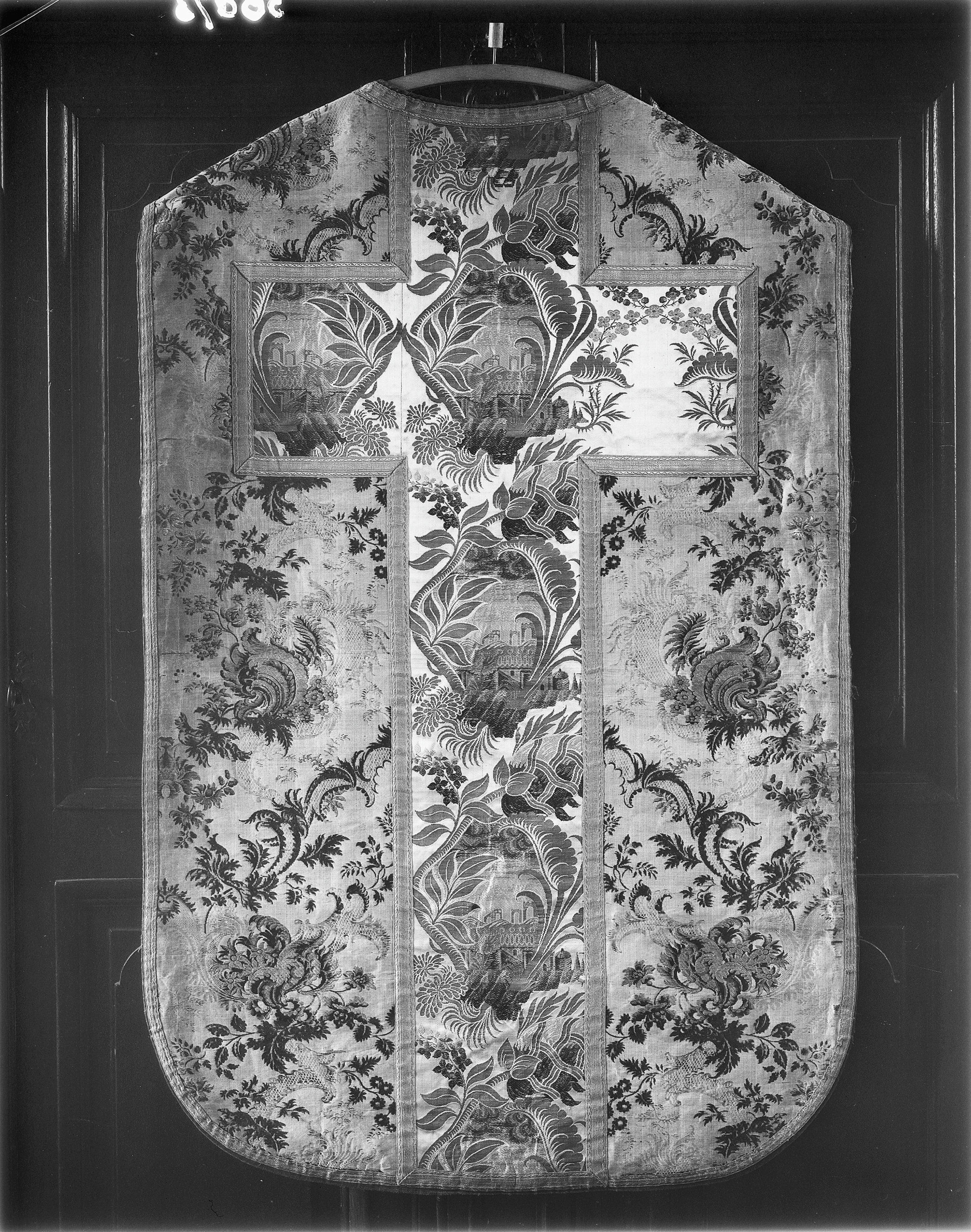
Kazuifel

1. ↑  Hackeng, R. (2006): Het Middeleeuws grondbezit van het Sint-Servaaskapittel te Maastricht in de regio Maas-Rijn, p. 162 (online PDF-versie).